# Toulon-sur-Allier
Toulon-sur-Allier – miejscowość i gmina we Francji, w regionie Owernia-Rodan-Alpy, w departamencie Allier.

## Demografia
Według danych na rok 1990 gminę zamieszkiwało 1115 osób, a gęstość zaludnienia wynosiła 29 osób/km². W styczniu 2015 r. Toulon-sur-Allier zamieszkiwały 1163 osoby, przy gęstości zaludnienia wynoszącej 30,2 osób/km².